# Katrine

Katrine da Silva Costa conhecida somente como Katrine (Fortaleza, 19 de abril de 1998), é uma futebolista brasileira que atua como lateral-esquerda. Atualmente, defende o Internacional.

## Biografia

### Primeiros anos
Katrine nasceu em Fortaleza, capital do estado do Ceará, no ano de 1998. Sua trajetória no futebol se iniciou na cidade. Na capital cearense, Katrine, divertia-se em campinho de areia de uma das praias.
O primeiro projeto em que envolveu-se foi a Associação Menina Olímpica, um trabalho de iniciação ao futebol feminino desenvolvido na cidade.

### Carreira
Iniciou sua carreira profissional no Sport Club Corinthians Paulista, clube de São Paulo. Sua passagem pela equipe paulista durou um ano, com um aproveitamento de 95.24%, nas partidas que que Katrine esteve  em campo.
Em 2017, deixou o Parque São Jorge e mudou-se para o Grêmio Osasco Audax. Durante passagem no clube foi convocada pela Seleção Brasileira de Futebol Feminino Sub-20 de 2016.
Na temporada de 2018, mudou-se para o Internacional.[carece de fontes?] Após rápida passagem pelo colorado, mudou-se para a equipe rival, o Grêmio.
No ano de 2020, deixou o Rio Grande do Sul, para integrar a equipe brasiliense Minas Brasília. Após quinze partidas pelo clube do Distrito federal, deixou o clube para retornar para São Paulo, dessa vez, no Palmeiras.
Pelo Palmeiras, foi vencedora de importantes campeonatos, como a Copa Paulista de Futebol Feminino de 2021 e Campeonato Paulista de Futebol Feminino de 2022. Integrou a equipe responsável por garantir ao Palmeiras, o título da Copa Libertadores da América de Futebol Feminino de 2022, sendo eleita melhor lateral-esquerda da competição.
No final do ano de 2023 o Internacional anunciou o retorno de Katrine ao seu time assinando contrato até o final de 2025.

## Seleção
Enquanto defendia o Audax, foi convocada para pela Seleção Brasileira de Futebol Feminino Sub-20 para participar da Copa do Mundo Feminino de 2016. Na edição o Brasil, foi eliminado pela seleção japonesa após sofrer uma derrota por 3 a 1 nas quartas de final. Na edição da competição de 2018, Katrine, foi novamente convocada. O Brasil foi eliminado na fase de grupos.
A temporada de 2021, foi especial para a atleta, que manteve o bom desempenho durante o ano e foi convocada pela primeira vez para a Seleção Brasileira e conquistou o título do Torneio Internacional de Futebol Feminino, realizado em Manaus, capital do estado do Amazonas.

## Títulos
Palmeiras
- Copa Paulista de Futebol Feminino: 2021[carece de fontes?]
- Campeonato Paulista de Futebol Feminino: 2022[carece de fontes?]
- Copa Libertadores da América de Futebol Feminino: 2022[carece de fontes?]

Seleção Brasileira
- Torneio Internacional de Futebol Feminino: 2021[carece de fontes?]